# Покомок (город)
Покомок (англ. Pocomoke City) — город в округе Вустер в штате Мэриленд в Соединённых Штатах Америки.
Согласно данным переписи населения США 2020 года число жителей города 
составляло 4295 человек.

## История
В конце XVII века на этих землях появилось небольшое постоянное поселение под названием Стивенс-Лэндинг (реже его называли Стивенс-Ферри). Оно выросло у паромной пристани на южном берегу реки Покомок. Оно было зарегистрировано как Ньютаун (или Новый город) в 1865 году, но было повторно внесено в реестр в 1878 году как Покомок-Сити, по индейскому названию реки, буквально означающего «черная вода».
Поселение оставалось скромной переправой через реку вплоть до строительства через него в 1880-х годах железнодорожной линии, которая позднее стала частью Пенсильванской железной дороги (Pennsylvania Railroad).
С приходом железной дороги здесь, помимо сельского хозяйства, стали активно развиваться лесная промышленность и судостроение, а в двадцатом веке появились консервные фабрики и предприятия по производству бочек и корзин для грузовых культур.
В 1922 году деловой район города был почти полностью уничтожен в результате пожара.

## География
Согласно данным Бюро переписи населения Соединённых Штатов, общая площадь города Покомок составляет 3,94 квадратных мили (10,20 км2), из которых 3,69 квадратных миль (9,56 км2) приходится на сушу и 0,25 квадратных миль (0,65 км2) — водная поверхность.